# Otto Friedrich Müller
Pour les articles homonymes, voir Otto Müller, Friedrich Müller et Müller.
Otto Friedrich Müller (son prénom est parfois orthographié Friderich, Fridrich ou Frederik) est un naturaliste danois, né le 11 mars 1730 à Copenhague et mort le 26 décembre 1784.

## Biographie

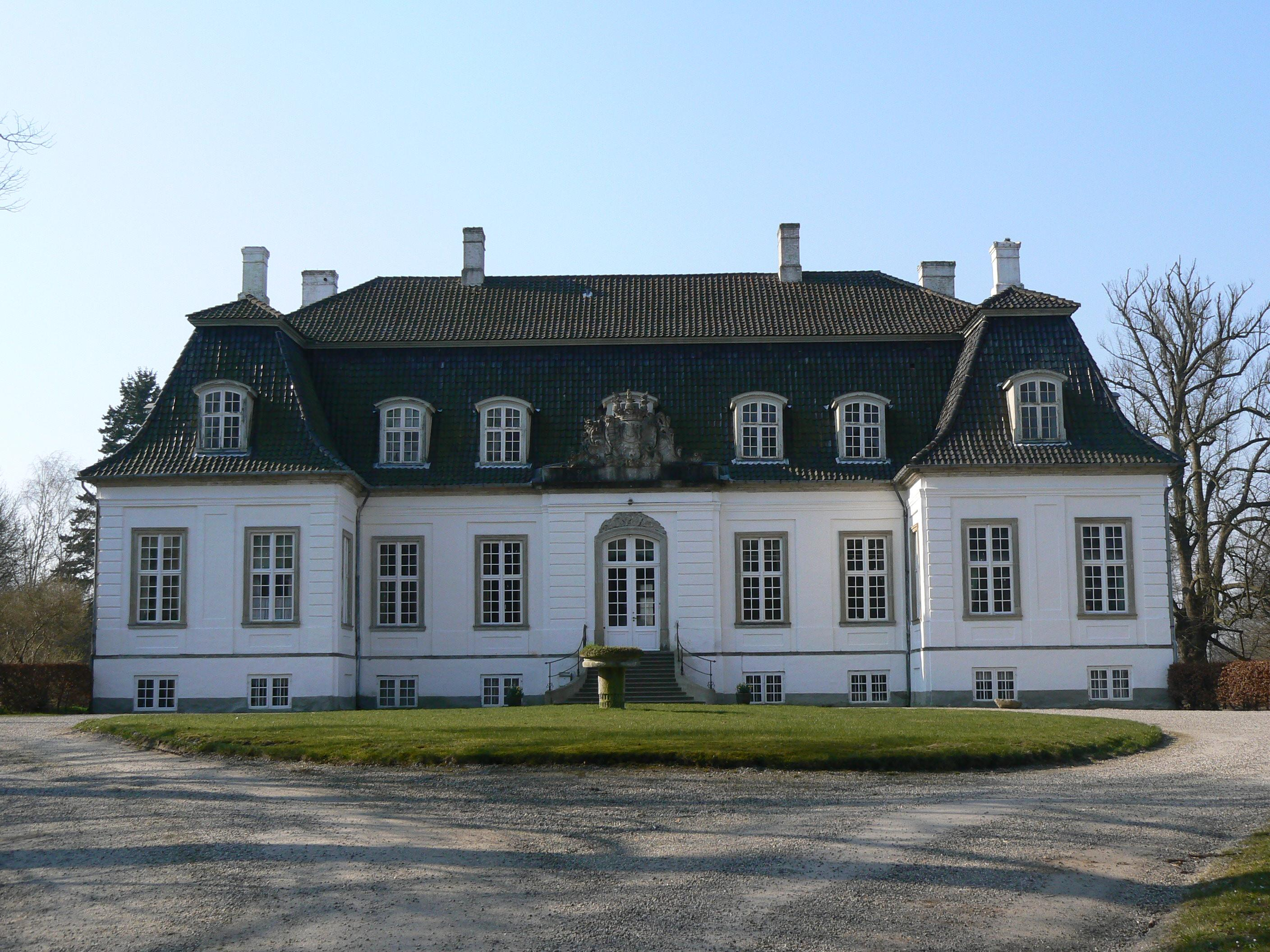
Château de Frederiksdal dans lequel vécut Otto Friedrich Müller.

Il est le fils d’un trompettiste pauvre d'origine allemande de la cour de Copenhague. À 12 ans, il est confié à son oncle, Niels Udsen, à Ribe à l’ouest du Danemark. Sous sa direction, il étudie l’histoire et la musique. Plus tard, il retourne à Copenhague où il étudie la théologie et le droit à l’université. Il gagne sa vie comme musicien.
Il devient bientôt précepteur auprès de la veuve d’un ancien premier ministre, la comtesse Shulin. Il restera à son service durant 17 ans. Il vit avec la famille à Østergade au centre de Copenhague en hiver et en été, dans le petit château de Frederiksdal à proximité du lac Furesø au nord-ouest de Copenhague.
C’est en occupant cette fonction qu’il découvre l’histoire naturelle, il est soutenu dans ses recherches par la comtesse. Il voyage en Europe notamment avec le fils aîné et rencontre de nombreux scientifiques renommés comme Bernard de Jussieu (1699-1777) ou Michel Adanson (1727-1806).
Il fait paraître, en 1763, un premier ouvrage sur les champignons suivi en 1764 d’une faune entomologique, Fauna insectorum Friedrichsdaliana, et en 1767 d’une flore, Flora Friedrichsdaliana, ouvrage qu’il illustre lui-même.
Après le décès de la comtesse, il obtient en 1769 un poste de conseiller à la chancellerie et en 1771 celui d’archiviste de la chambre des finances de Norvège. Il se marie à A.C. Paludan, un riche parti dont les revenus lui permettent de se consacrer entièrement à l’étude. Il passe le reste de sa vie à étudier l’environnement naturel autour de Själland dans le Zealand et le long des côtes sud de la Norvège (sa femme y possédait une résidence d’été).
Le roi Frédéric V lui donne la charge de continuer une flore du Danemark (Flora Danica) commencée par Georg Christian Oeder (1728-1791) en 1761 et dont trois volumes étaient parus. Müller en ajoute deux, le dernier paraissant en 1782. Cette flore a connu une très grande renommée pour sa clarté et sa précision.

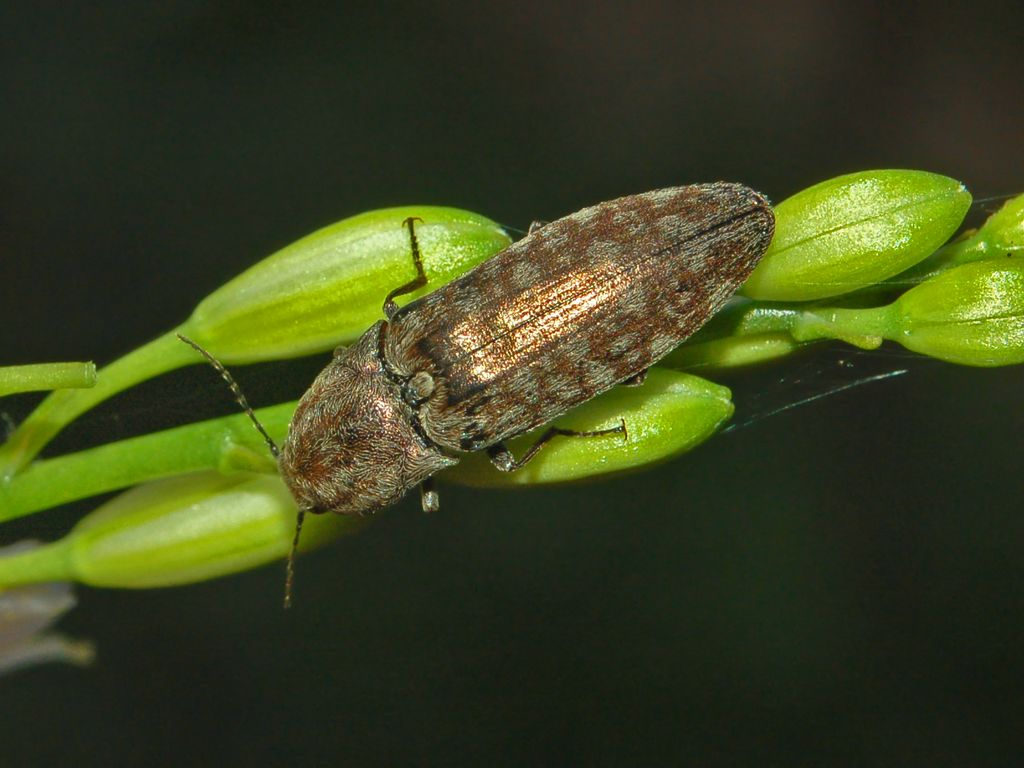
Actenicerus siaelandicus décrit par Müller en 1764.

Mais il se passionne surtout pour les invertébrés et particulièrement les animaux microscopiques et commence à publier à leur sujet dès 1771.
Il construit la première drague moderne, en 1779, ce qui lui permet de découvrir de nombreux organismes marins nouveaux, notamment des protistes et des ciliés, ainsi que de nombreux animaux marins comme des mollusques ou des crustacés.
Il est le premier à proposer une classification des êtres microscopiques, sur des critères morphologiques (Animacula infusoria fluviatilia et marina, 1786), dans laquelle on peut voir un début de distinction des bactéries. Néanmoins, comme il ne donne aucune indication de taille, il est difficile de reconnaitre les espèces qu'il décrit, d'autant plus que les deux genres, Monas et Vibrio, dans lesquels on peut reconnaitre des bactéries, inclut également des protistes (surtout le genre Vibrio). On peut donc en conclure qu'il ne voyait pas les bactéries comme une classe à part, ce qui peut s'expliquer par l'imperfection des microscopes disponibles. Il nomme les espèces suivant les règles linnéennes. Il est reconnu comme un auteur clé dans la connaissance des êtres microscopiques (par exemple par Bory de Saint-Vincent, dans son Essai de classification des animaux microscopiques, 1826, pages 7 à 9). 
En 1776, Otto Müller fait paraître Zoologiae Danicae prodromus, seu Animalium Daniae et Norvegiae Indigenarum characteres, nomina, et synonyma imprimis popularium qui contient la description de 3 000 organismes du Danemark et de Norvège. En 1777, il commence la publication de son célèbre Zoologia Danica. Son but est de réaliser avec cette faune, ce qu’il avait fait avec la flore du Danemark : l’inventaire de toutes les formes de vie de son pays. Seuls deux cahiers paraissent de son vivant. Âgé et perclus de rhumatismes, Otto reçoit l’aide de son frère Christian Friedrich Müller (1744-1814), un pauvre graveur sur cuivre ; c’est lui qui réalise les magnifiques planches qui accompagnent cette œuvre.
En 1780, Otto Müller commence la publication du deuxième cahier.
En 1789, Peter Christian Abildgaard (1740-1801) fait paraître le troisième cahier, mais il meurt durant la préparation du quatrième et dernier cahier. D'autres naturalistes participeront à la poursuite de l'ouvrage zoologique : Vahl (1749-1804), Holten (1770-1805), Lund (1749-1809). C’est Jens Rathke (1769-1855) qui en assure la publication en 1806. Cet ouvrage contient un grand nombre de descriptions de nouvelles espèces de mollusques et d’autres invertébrés marins.

## Éponymie
Le copépode Cyclops mulleri (Férussac, 1806) (= Diaptomus mulleri) est nommé en son honneur.

## Publications
- (la) O.F. Müller (1773), Vermium Terrestrium et Fluviatilium, seu animalium infusorium, helminthicorum et testaceorum, non marinorum, succinta historia, Havniae (Copenhague) et Lipsiae (Leipzig) : Heineck et Faber [lire en ligne].
- (la) O.F. Müller (1776), Zoologiae Danicae prodromus, seu Animalium Daniae et Norvegiae Indigenarum characteres, nomina, et synonyma imprimis popularium, Havniae (Copenhague) : Typis Hallageriis [lire en ligne].
- (la) O.F. Müller (1786), Animacula infusoria fluviatilia et marina, quae detexit, systematice descripsit et ad vivum delineari curavit, Havniae (Copenhague) et Lipsiae (Leipzig) : Mölleri [lire en ligne].